# Ermita de la Font Santa
L'ermita de la Font Santa, dedicada a Sant Vicent Ferrer, se situa a uns tres quilòmetres de Teulada (Marina Alta, País Valencià) i cent metres de la carretera que va a Moraira. En un mateix edifici hi ha l'ermita pròpiament dita, que forma el cos central, una petita sala a l'esquerra, on hi ha la font, i la casa de l'ermità a la dreta.
L'origen d'aquesta ermita pot remuntar-se cap al segle xv data en què, segons la tradició, sant Vicent Ferrer va realitzar el miracle de fer brollar aigua sobre la pedra a petició de la seua germana Constança que vivia a Teulada; des de llavors es diu que la font ve rajant aigua, gota a gota, sense que canvie el cabal, ja es tracte d'anys plujosos o molt secs. Si bé aquesta tradició es refereix a l'esmentat segle, sembla que l'edifici actual de l'ermita cal datar-lo cap a mitjan segle xix. Del segle xviii tenim notícies de l'existència de la Font Santa per les descripcions que va publicar Tomas López. L'any 1849 Pascual Madoz diu que hi havia un ermitatge dedicat a la Mare de Déu de la Salut, al costat del qual es trobava la Font de la Santa Era. Aquesta és la denominació que tenia llavors l'ermita, la titular, la Mare de Déu de la Salut, encara la podem veure en l'únic altar que té l'ermita.
Altres notícies tenim d'aquesta ermita extretes del llibre de viatges Costes i Paisatges de la Marina (1918), en el qual s'explica que una visitadora del lloc, Catalina Ortolà, va trobar enmig d'una bardissa una imatge de Sant Vicent i va decidir aixecar una capella per a protecció i veneració de la Font; aquest oratori duraria fins a 1910, any en què la teuladina Josefa Bertomeu ho va transformar en l'actual ermita restaurant-la ella mateixa i a les imatges de Sant Vicent, de la Mare de Déu de la Salut i de Jesús de Natzaret.
L'existència d'aquesta ermita pot ser també la "cristal·lització" d'un antic culte a la deessa romana Diana, ja que a uns cent metres d'ella hi ha la font de la Jana sobre la qual hi ha diverses llegendes d'encanteris com la llegenda de la Joanaina que ens porten al món pagà tan proper a les forces de la naturalesa.
L'any 1975 va tenir lloc l'última restauració de l'ermita en què es va canviar tota la coberta i es va elevar uns 5 decímetres la façana principal. Al mateix temps es va col·locar un mural de ceràmica a la dependència on es troba la font i que representa el moment en què Sant Vicent fa brollar miraculosament l'aigua d'una penya. Aquest mural va ser donat pel benefactor de l'ermita Vicente Calatayud Llobell.
Al voltant d'aquesta ermita i del culte a Sant Vicent se celebra tots els anys, en el primer diumenge de juliol la tradicional festa de la Font Santa, amb actes religiosos i profans.